# Ferrari 296 GT3
Chronologie des modèles
Ferrari 488 GT3
Ferrari 488 GTE Evo
La Ferrari 296 GT3 est une voiture de grand tourisme développée par Ferrari et assemblée par Oreca répondant à la réglementation technique GT3.

## Aspects techniques
La Ferrari 296 GT3 est une voiture de Grand tourisme répondant à la réglementation technique GT3. Celle-ci est donc éligible à de nombreuses compétitions automobiles telles que celles organisées par l'ACO, l'IMSA ou le SRO.
Elle est basée sur la Ferrari 296 GTB et a été entièrement conçue à Maranello par une équipe dirigée par Ferdinando Cannizzo, responsable de la conception et du développement des voitures de course GT. Elle sera assemblée dans les installations d'Oreca à Signes à partir de 2022. Contrairement à la Ferrari 296 GTB, elle n'est pas équipée de système hybride rechargeable afin de répondre à la réglementation en vigueur. Oreca assurera également le support client,,,. Les premiers tours de roues sont prévus pour le premier semestre 2022.
Le 16 mars 2022, Ferrari a publié les premières photos de sa 296 GT3.
Dans une logique de rendre sa voiture accessible à tous les pilotes et notamment aux amateurs, Ferrari a travaillé sur l'équilibre de la 296 GT3. L’équilibre aérodynamique et les mouvements de caisse ont été réduits de 20 % à l’avant et de 40 % à l’arrière par rapport à la 488 GT3 selon Stefano Carmassi, responsable développement piste des GT chez Ferrari.

## Histoire en compétition
Annoncée à l'été 2022, la 296 GT3 a tout de suite connu le succès en compétition, remportant notamment les 24 Heures du Nürburgring 2023 (en) pour la première fois de l'histoire de la discipline. L'équipe Frikadelli Racing, composée d'un équipage de pointe (Earl Bamber, Nick Catsburg, David Pittard et Felipe Laser (en)) a apporté la première victoire de cette voiture en compétition.